# Saint-Isidore (Alberta)
Pour les articles homonymes, voir Saint-Isidore.
Saint-Isidore est un petit hameau franco-albertain dans le nord-ouest de la province de l'Alberta, situé environ 16 km sud-est de Peace River, le long d'autoroute secondaire 688. La communauté comptait environ 330 personnes, dont 221 habitent dans le hameau (Recensement de 2006).

## Histoire
La communauté de Saint-Isidore a été fondée en 1953 par un groupe d’agriculteurs venus de la région du Saguenay–Lac-Saint-Jean, au Québec. Le peuplement de cette communauté a été facilité par la Union des Cultivateurs Catholiques, un organisme agricole provincial qui avait pour vocation d’encourager une démarche coopérative à l’égard de l’agriculture et de la vie rurale. La dernière communauté fondée après un vague de migration du Québec après la Deuxième Guerre mondiale, Saint-Isidore a entretenu beaucoup de sa sonorité culturelle. Cinquante-trois ans plus tard, la communauté reflète toujours l'esprit culturel, coopérative et familial au cœur de la communauté.

## Carnaval

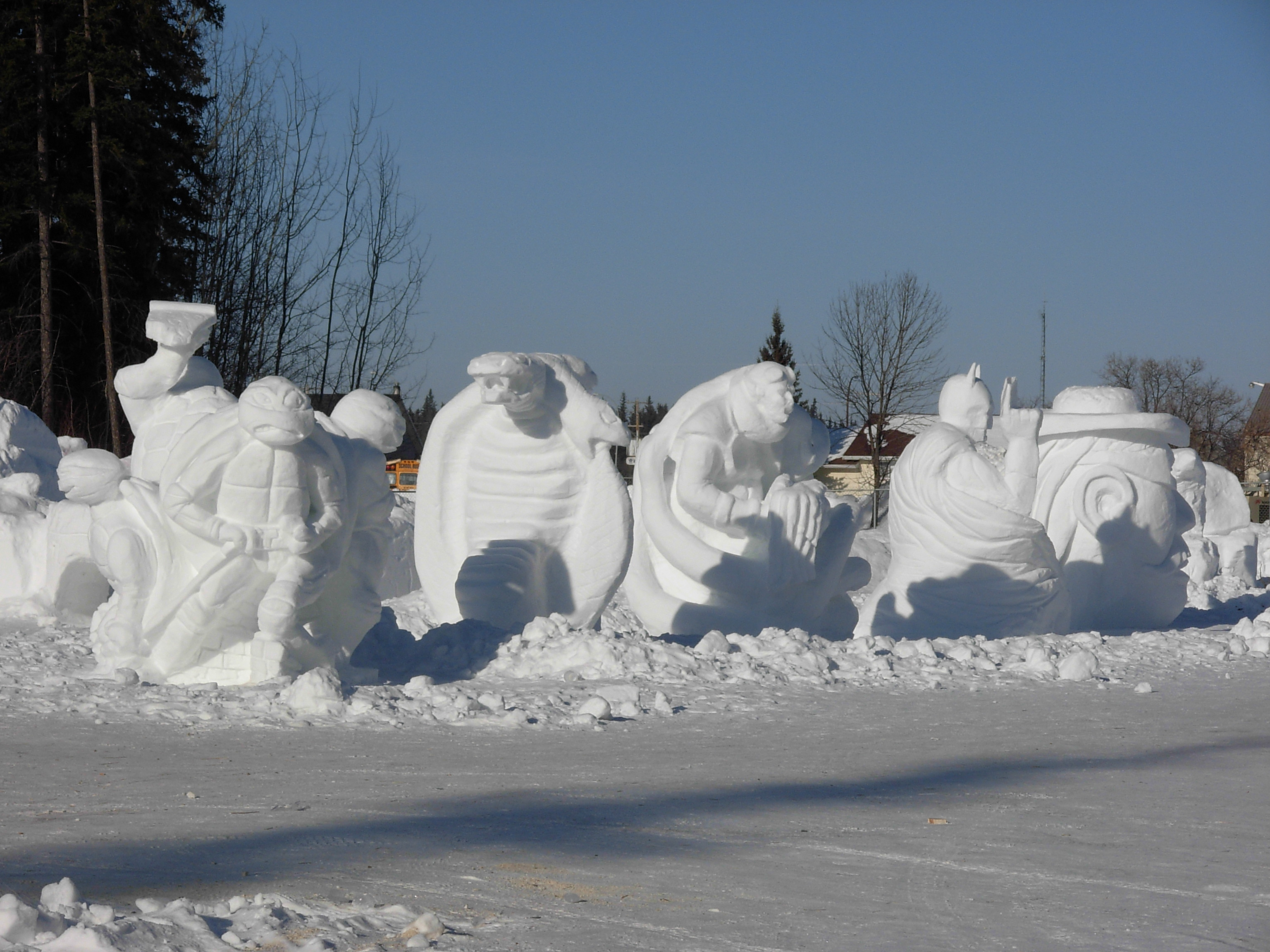
Carnaval Super Z’héros de St-Isidore en 2009.

Chaque année, pendant la troisième fin de semaine de février, le hameau accueille le Carnaval de Saint-Isidore.  Cet événement de l'héritage franco-canadien comprend un concours international des sculptures de neige, des spectacles francophones, des plats traditionnels et plusieurs activités franco-canadiennes.
Pour plus de renseignements, consultez le site officiel : Carnaval de St-Isidore.

## Services
Saint-Isidore offre un grand nombre de services pour les résidents, ainsi que pour les touristes. Ceux-ci incluent : la Coopérative de St. Isidore, la Bibliothèque, le Conseil scolaire du Nord-Ouest, la Coopérative d'habitation, la Société des Compagnons, la Caisse Horizon Credit Union, le Club du Bon-Temps, le Club Barbar, les Tisserands, le centre culturel, la troupe de danse Plein Soleil, le Carnaval, le musée de St-Isidore, le bureau de FCSS, le camp d’été, la patinoire et l’église catholique.